# Мцитури, Ираклий
Ираклий Мцитури (груз. ირაკლი მწითური; 13 августа 1995 года) — грузинский борец вольного стиля бронзовый призёр чемпионата Европы 2019 года и чемпионата мира 2019.

## Биография
Родился в 1995 году в Грузии. С 2005 года активно занимается борьбой.
Призёр многих европейских чемпионатов среди юношей и юниоров.
В 2018 году в весовой категории до 92 кг стал 5-м на чемпионате континента.
В 2019 году на чемпионате Европы в Бухаресте, Ираклий в борьбе за третье место одолел россиянина Магомеда Курбанова и завоевал бронзовую медаль. 
На предолимпийском чемпионате планеты в Казахстане в 2019 году в весовой категории до 92 кг, Ираклий завоевал бронзовую медаль первенства планеты.